# فنتازية (موسيقى)

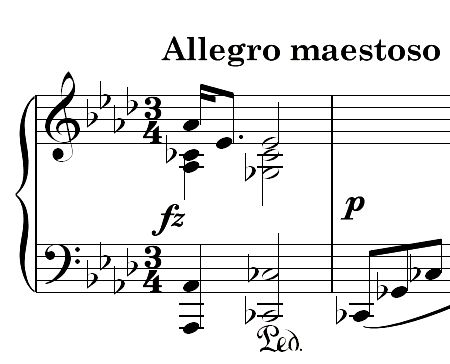
الفنتازية

الفَنتازِيَّة أو الفنطازي هي موسيقى تتسم بالتحرر والإرتجال. الفنتازِيَّة مثل impromptu نادرًا ما تتبع إي نموذج موسيقي.

## تاريخ
طبق المصطلح أول مرة لوصف الموسيقى خلال القرن السادس عشر، في بداية الأمر استخدمت كلمة فنتازِيَّة للإشارة إلى "الفكرة" الموسيقية الخيالية بدلاً من الإشارة إلى نوع موسيقي معين. في بداياته تم استخدامه كمصطلح في مخطوطات آلات لوحات المفاتيح الألمانية قبل عام 1520، وبحلول عام 1536 تم العثور عليه في مخطوطات موسيقية مطبوعة من إسبانيا وإيطاليا وألمانيا وفرنسا. منذ انطلاقاته، كان الفنتازِيَّة يحمل معنى "التلاعب بإنتاجات الخيال"، خاصة عند مؤلفي العود أو آلة الفيولا مثل فرانشيسكو كانوفا دا ميلانو ولويس دي ميلانو . ويتراوح شكله وأسلوبه بين الارتجال الحر إلى الالتزام المطلق بالسلم الموسيقي، كما يشمل أيضًا مقاطع موسيقية متقطعة بصورة أكثر أو أقل.  كان جان بيترسون سويلينك من أهم الملحنين في تطوير الفنتازِيَّة. أعظم أعماله في هذا الأسلوب هي Fantasia Chromatica (شكل محدد يسمى " الفنتازِيَّة اللونية ") ، والتي تشكل من نواح كثيرة رابطًا بين عصر النهضة والباروكية .

## عصر النهضة والباروكية
وفقًا لقاموس أكسفورد للموسيقى، في القرن السادس عشر، كانت الفنتازِيَّة الآلية تقليدًا مطابقًا للموسيقى الموتيه.  كانت الفنتازِيَّة المنفردة متعددة الألحان يتم تلحينها على نطاق واسع للعود وآلات المفاتيح الموسيقية القديمة. كتب الملحنون مثل William Byrd & Orlando Gibbons العديد من الفنتازِيَّة الملحمية لآلات لوح المفاتيح الموسيقية، بينما قاموا أيضًا بتوسيع هذا النوع الموسيقي بالعديد من التسجيلات البارزة والكمان. بالإضافة إلى Byrd & Gibbons ، واصل الملحنون John Coprario و Alfonso Ferrabosco و Thomas Lupo و John Ward و William White على توسيع الفنتازِيَّة بإضافة كمان الساق بالإضافة إلى كل من William Lawes و John Jenkins و William Cranford و Matthew Locke و Henry Purcell حيث تعتبر مساهماتهم استثنائية للغاية من أواخر القرن السابع عشر.
توسعت الفنتازِيَّة بشكل كبير خلال فترة الباروكية مع أعمال جوهان سباستيان باش و جورج فيليب تيلمان في 1733.

## الكلاسيكية والرومانسية
من الأمثلة على الفترة الكلاسيكية هي فنتازِيَّة د لموزارت الصغرى لفورتيبيانو، وكذلك فنتازِيَّة ج لودفيج فان بيتهوفن في القرن الثالث والرابع عشر(ومن أشهرها ’ضوء القمر’). كما أن سوناتا البيانو كلاهما يترأس سوناتا شبه أونا فنتازِيَّة (وهي نوتات موسيقية مكتوبة للبيانو المنفرد). وقام فرانز شوبرت بتأليف مقطوعة فنتازِيَّة ج الكبرى والمعروفة بالتجول الفنتازِيَّة للبيانو المنفرد والذي غالباً ما يستخدم لتوفير مرافقة توافقية للصوت أو أداة اخرى، وفنتازِيَّة و الصغرى للبيانو الذي يستخدم فيه أربع أيادي. هناك ثلاثة أعمال تنتمي إلى هذا النوع: وهي فنتازِيَّة و، و بولونيز فنتازِيَّة، والفنتازِيَّة الارتجالية (كل هذه الأنواع هي أسماء لنوتات ومقطوعات موسيقية). كما أن الفنتازِيَّة تحتل مكانة مركزية في أعمال شومان : كفنتازِيَّة المقطوعة 17 المذهلة و فنتازِيَّة المقطوعات 12 ، 73 بالإضافة إلى 111. تشمل الأمثلة الأخرى من الفنتازِيَّة أعمال جوزيف انطون بروكنر في فنتازِيَّة G الكبرى WAP 118 والفنتازِيَّة الأربعة WAP 215 ، WAP نقطة الوصول اللاسلكية (WAP) عبارة عن جهاز أو عقدة مكونة على شبكة محلية (LAN) تسمح للأجهزة ذات الإمكانات اللاسلكية والشبكات السلكية بالاتصال عبر معيار لاسلكي ، بما في ذلك Wi-Fi أو Bluetooth، فنتازِيَّة كونترابتستيكا من فيروتشيو بوسوني، تاليس فنتازِيَّة لرالف فوغان ويليامز، و أوستيناتو فنتازِيَّة لجون بول كوريجليانو.

## القرن العشرين
حاول والتر ويلسون كوبيت، في العقود الأولى من القرن العشرين، إحياء أسلوب الفنتازِيَّة من خلال منافسة، والتي تعمل فيها مثل الفنتازِيَّة الثلاثية والرباعية بواسطة ويليام هيرلستون، وأرمسترونج جيبس، وجون إيرلند، وهربرت هاولز، وفرانك بريدج.
كما هو الحال مع رواية بنجامين بريتن الخيالية في و الصغرى، للوتر الخماسي المكتوب في عام 1932، وهو العام الذي قام فيه أيضاً بتأليف الرباعية الخيالية للمزمار والأوتار.
ووفقاُ لعالم الموسيقى دونالد فرانسيس توفي، فأن" مصطلح الفنتازِيَّة سيغطي بشكل كافٍ جميع أشكال الكونشرتو ما بعد الكلاسيكية." (والكونشرتو هو تأليف موسيقي كلاسيكي يسلط الضوء على آلة موسيقية منفردة على خلفية أوركسترا كاملة).

## أنظر أيضا
- قصيدة غنائية
- كابريتشيو
- فنتازِيَّة كورال
- الفنتازِيَّة اللونية
- التصنيف: الفنتازِيَّة (موسيقى)
- ريكركار
- تينتو
- تطوعي (موسيقى)